# Euminucia
Euminucia is een geslacht van vlinders van de familie spinneruilen (Erebidae).

## Soorten
- E. camerunica Strand, 1913
- E. conflua Hampson, 1913
- E. ligulifera Strand, 1913
- E. orthogona Hampson, 1913